# 폴란드 공군 Tu-154 추락 사고
2010년 폴란드 공군 Tu-154 추락사고 또는 스몰렌스크의 비극(폴란드어: Tragedia smoleńska)은 2010년 4월 10일, 폴란드의 레흐 카친스키 대통령 등이 탑승한 폴란드 공군 소속 투폴레프 Tu-154M가 러시아 스몰렌스크 인근에서 추락하여 탑승자 전원이 사망한 사건이다.
카친스키 대통령은 카틴 숲의 학살 70주년 추모행사에 참석하기 위해 폴란드 바르샤바를 떠나 러시아 스몰렌스크로 가던 중 사고를 당했다.
카틴 숲의 학살은 제2차 세계 대전 당시인 1940년 소련 비밀경찰이었던 내무인민위원회가 폴란드 포로 군인 22,000여 명을 학살하고 스몰렌스크 인근의 카틴 숲에 매장한 사건이다. 스탈린은 "폴란드가 독립국으로 일어설 수 없도록 폴란드 엘리트의 씨를 말릴 것"을 명령한 것으로 알려졌다. 제2차 세계대전 이후, 폴란드가 소련 치하의 공산주의 국가가 됨에 따라 40여 년 간 폴란드와 소련에서는 카틴 숲의 학살에 대한 언급은 금기시 되어왔다.
2010년 4월 7일 카틴 숲의 학살 70주년 추모식에 러시아 지도자로는 처음으로 블라디미르 푸틴 총리가 참석했다. 푸틴 총리는 추도사에서 "이곳에 잠든 폴란드와 러시아의 군인 및 시민들에게 고개 숙인다"며 "소련 전체주의 체제 아래 양국은 같은 슬픔을 겪었으며 결코 재연돼서는 안 된다"고 말했다. 푸틴 총리는 국가보안위원회 요원 출신이다.
폴란드 러시아 역사에서 오랜 앙금으로 남아 있는 카틴 숲의 학살 추모식에 러시아 지도자가 최초로 참석한 것에 대해, 러시아 공산당은 추모식 직후 못마땅한 논평을 발표했다.
러시아는 유태인이나 대량학살의 문제지, 카틴 숲 사건은 대량학살 문제가 아니라는 입장이나, 폴란드는 대량학살이 기소하는 데 시효가 있을 수 없으며 살해 주동자를 색출해 법정에 세우겠다며 국가 기념 연구소(IPN)에서 진상 조사를 벌여왔다.
러시아 정부를 강력히 비판해온 레흐 카친스키 폴란드 대통령은 추모식 행사에 러시아 정부로부터 초대되지 않았다. 그러나 카친스키 대통령은 2010년 2월 폴란드의 최고 대표자는 대통령이기 때문에 초대가 없더라도 카틴 숲을 방문할 것이라면서 불쾌해 했고, 2010년 4월 10일 개별적으로 카틴 숲을 방문하려다가 사고를 당했다.
레흐 카친스키 대통령은 1970년대 반공산당 운동에 참여했고, 바웬사 대통령 당시 보안장관을 지냈다. 2005년 5월 레흐 카친스키 바르샤바 시장은 러시아인들이 가장 혐오하는 체첸 무장세력 지도자 조하르 두다예프의 이름을 딴 두다예프 광장을 조성해 러시아가 강력하게 반발했다. 폴란드는 미국과 매우 좋은 관계를 유지해 왔다.

## 사건 개요
2010년 4월 10일 6시 56분 (모스크바 시간) 무렵, 카틴 숲의 학살 70주년 추모식에 참석하기 위해 대통령 및 폴란드 정부 고위관계자들을 태우고 바르샤바로부터 출발한 폴란드 공군 소속의 대통령 전용기 Tu-154M가 스몰렌스크 항공 기지에 착륙을 위해 진입하던 도중, 기지로부터 1.5km 떨어진 지점에 추락했다. 사고 발생시 안개가 진하여 시야는 500m가량 이었고, 스몰렌스크 항공 기지는 계기착륙장치가 없었기 때문에 아침부터 폐쇄되어 있었다. 러시아 군 관계자는, 지상 관제탑에서 하강 속도를 줄이고 모스크바나 민스크로 회항하도록 수차례 요구하였으나 조종사가 이를 묵살하고 4번이나 무리한 착륙시도를 하던 도중 사고가 발생했다고 증언하였다.

## 폴란드 총리
2005년 9월 25일 치러진 총선에서 법과 정의당이 승리했다. 2005년 10월 9일 열린 대선 1차 투표에서는 도널드 투스크 후보가 36.3%를 득표해 33.1%를 얻은 레흐 카친스키 후보를 앞섰다. 바웬사 전 대통령은 도널드 투스크 후보를 지지했다. 2005년 10월 23일 대선 2차 결선투표에서, 법과 정의당의 레흐 카친스키가 시민강령의 도날트 투스크를 역전으로 이기고 대통령이 되었다. 이로써, 의회 다수당과 대통령을 모두 법과 정의당이 장악했다. 레흐 카친스키 대통령 당선자는 경쟁자였던 도널트 투스크 후보에게 국회의장직을 제안했으나 거절당했으며, 여당인 법과 정의당의 당수인 쌍둥이 형 야로스와프 카친스키를 총리로 임명했다.
2007년 10월 21일 총선에서, 도날트 투스크가 이끄는 최대야당인 보수우파정당인 시민강령이 44%를 득표, 31%를 득표한 여당인 중도우파정당인 법과 정의당을 이기고 총리가 되었다. 여당인 법과 정의당의 당수는 레흐 카친스키의 쌍둥이 형인 야로스와프 카친스키 전 총리이다.
2010년 4월 7일 카틴 숲의 학살 추모식에 러시아 지도자로는 최초로 푸틴 총리가 참석했는데, 거기엔 최대야당인 시민강령을 이끄는 도널드 투스크 폴란드 총리만을 러시아가 초대했고, 러시아를 강력하게 비판해 온 레흐 카친스키 대통령은 초대하지 않았다. 이에 대해, 2010년 2월, 카친스키 대통령은 폴란드의 최고 대표자는 대통령이기 때문에 초대가 없더라도 카틴 숲을 방문할 것이라면서 불쾌해 했고, 2010년 4월 10일 개별적으로 카틴 숲을 방문하려다가 사고를 당했다.
2010년 4월 10일, 법과 정의당의 레흐 카친스키 대통령이 비행기 추락으로 사망했다. 대통령 권한대행은 최대야당이자 하원 다수당인 시민강령 소속의 브로니스와프 코모로프스키 하원의장이 되었다. 이로써 대통령 권한대행과 하원 다수당을 모두 시민강령이 차지했다. 브로니스와프 코모로프스키 하원의장은 8개월 뒤에 대선에 출마하여, 4년 재선을 노리는 레흐 카친스키 대통령과 경쟁할 예정이었다.
2010년 4월 11일, 최대야당인 시민강령의 당수이자 총리인 도날트 투스크는 러시아 푸틴 총리와 동행하여 사고현장을 찾았다.
2010년 10월의 대선에는 세 명의 후보가 나올 예정인데, 이 사고로 두 명이 죽고, 최대야당이자 하원 다수당인 시민강령 소속의 브로니스와프 코모로프스키 하원의장만이 남았다. 그러나, 사망한 레흐 카친스키 대통령 대신 쌍둥이 형이자 여당 당수인 야로스와프 카친스키 전 총리가 출마하게 되면 동정표 등으로 지지율이 상당히 뒤바뀔 것으로 알려졌다. 카친스키 형제는 2001년 법과 정의당 창당을 주도했다.

## 같이 보기
- 레흐 카친스키
- 대량학살
- 카틴 숲의 학살